# Pram, Grieskirchen
Pram là một đô thị ở huyện Grieskirchen bang Oberösterreich, nước Áo. Đô thị này có diện tích 20,3 km², dân số thời điểm ngày 31 tháng 12 năm 2019 là 1702 người.